# Bermerain
Bermerain (Nederlands: Bermering) is een gemeente in het Franse Noorderdepartement (regio Hauts-de-France) en telt 668 inwoners (2004). De plaats maakt deel uit van het arrondissement Cambrai.

## Geografie
De oppervlakte van Bermerain bedraagt 6,7 km², de bevolkingsdichtheid is 99,7 inwoners per km².
De onderstaande kaart toont de ligging van Bermerain met de belangrijkste infrastructuur en aangrenzende gemeenten.

## Demografie
Onderstaande figuur toont het verloop van het inwonertal (bron: INSEE-tellingen).